# Ivan Fiorović
Ivan Fiorović SJ (Vodovađa, 30. prosinca 1819. ‒ Bikfaiya, Libanon, 4. rujna 1898.), hrvatski i libanonski katolički svećenik, isusovac, misionar.
Postoji više inačica zapisa njegova imena: Jean, Johann, Joannes, Fiorovich, Fierovich, Fiorowich i slično.

## Životopis
Rođen je u mjestu Vodovađa, župa Pločice u Konavlima, 38 km jugoistočno od Dubrovnika. Od sedme godine služio je kod dubrovačkoga uglednoga patricija, gdje je naučio čitati i pisati. Od četrnaeste godine plovio je na moru godinu dana. U Aleksandriji je dobio službu kod francuskoga konzula, ali je nakon tri godine otpušten zbog objede zavidnih slugu. Neko vrijeme bavio se je trgovinom i pustolovnim poslovima na Mediteranu. Kad se je skrasio, posvetio se je čitanju vjerske literature, što mu je otkrilo da ima svećenički poziv. Pridružio se je Družbi Isusovoj 1856. godine. Novicijat je pohađao u Avignonu u Francuskoj, čija je isusovačka pokrajina imala misije na Bliskom istoku, pa je u rujnu 1858. otplovio za Siriju (danas Libanon) a da još nije bio zaređen za svećenika. Teologiju je završio u isusovačkom sjemeništu u Ghaziru te je 1860. bio zaređen za svećenika. Odmah je poslan u Bejrut, gdje je ostao do kraja života vršeći svećeničku službu i brinući se za ljude kao misionar. Nakon strašnih pokolja koje su kršćani doživjeli 1860. najprije od radikalnih muslimana Druza, a nekoliko mjeseci kasnije i od turskih postrojbi, isusovci su otvorili u Bejrutu izbjeglički centar i sirotište, kojih je vodstvo povjereno Fioroviću. Iz toga je centra 1870. izrastao veliki isusovački kolegij i Sveučilište sv. Josipa, koje djeluje do danas. Ostatak života posvetio je radnicima i najsiromašnijima. Skrbio je o prosjacima, zatvorenicima i bolesnima, osobito u vrijeme kolere. Za pomoć siromašnima i bolesnicima trebalo je sredstava, što je tražio i dobivao iz raznih europskih zemalja, osobito Francuske, Njemačke i Belgije. Godine 1863. osnovao je Marijinu kongregaciju u Bejrutu, koja je 15. srpnja 1865. kanonski utemeljena pod imenom Kongregacija Blažene Djevice Marije od Sedam Žalosti.

## Djelo
- Girgis Sufair i Ivan Fiorović (1888). Sveopća Crkva. Jeruzalem: s. l.